# Velká mostecká stávka

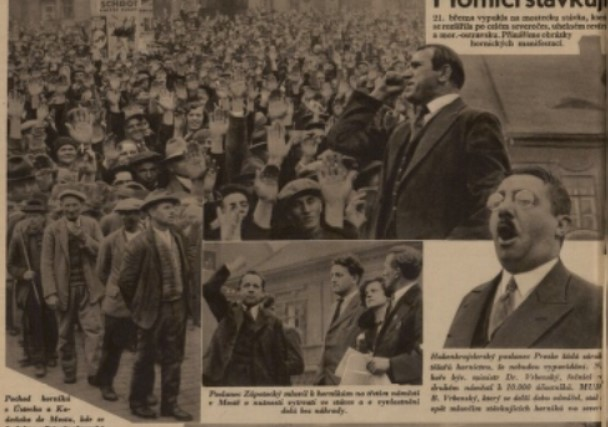
Moravský illustrovaný zpravodaj, fotoreportáž o stávce (vpravo nahoře Antonín Zápotocký)

Velká mostecká stávka je název hornické stávky, která proběhla v období od 23. března do 19. dubna 1932 na dolech v severozápadních Čechách a byla podpořena i menšími stávkami na Kladensku a Ostravsku. Stávka byla jednou z reakcí na negativní dopady, které měla Velká hospodářská krize na pracující. Hlavními požadavky stávkujících bylo zastavit snižování mezd a propouštění horníků. Po jejich částečném splnění byla stávka ukončena. Stávky se zúčastnilo několik tisíc horníků z 31 dolů a stala se největší stávkou v Československu, která nebyla potlačena. Po roce 1948 byla Velká mostecká stávka oficiálně vykládána jako boj horníků pod výhradním vedením KSČ proti buržoazii. Heslem stávky bylo Jednota – Stávka – Vítězství.

## Příčiny
Velká hospodářská krize se v Československé republice projevila na konci roku 1930, kdy prudce stoupl počet nezaměstnaných. Kromě propouštění podniky reagovaly na snížení poptávky krácením pracovní doby až na dva či tři dny v týdnu. Rovněž mzdy se velmi snižovaly. V létě 1931 propukla v Československu úvěrová krize, která dopadla tvrdě na těžký a strojírenský průmysl.
Hospodářská krize ovlivňovala i politiku, její negativní dopady nahrávaly především nevládním extrémistickým stranám, které ji využívaly ke své propagaci. Do Velké mostecké stávky se přímo zapojily především KSČ a Německá nacionálně socialistická dělnická strana (DNSAP), která využívala faktu, že zpočátku se krize projevovala především v průmyslových oblastech silně osídlených německým obyvatelstvem.

## Průběh

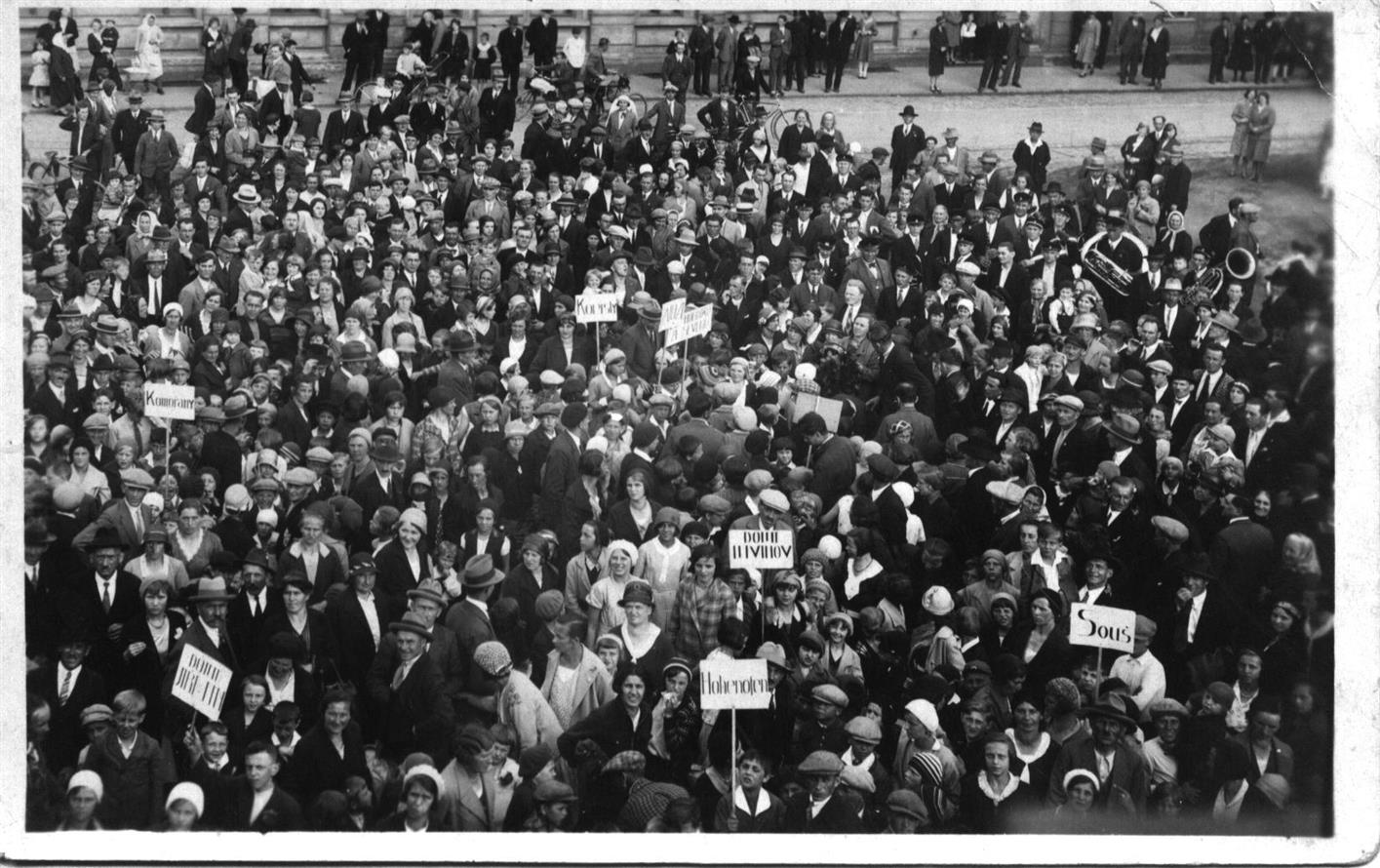
Dav protestujících. Fotografie z počátku stávky.

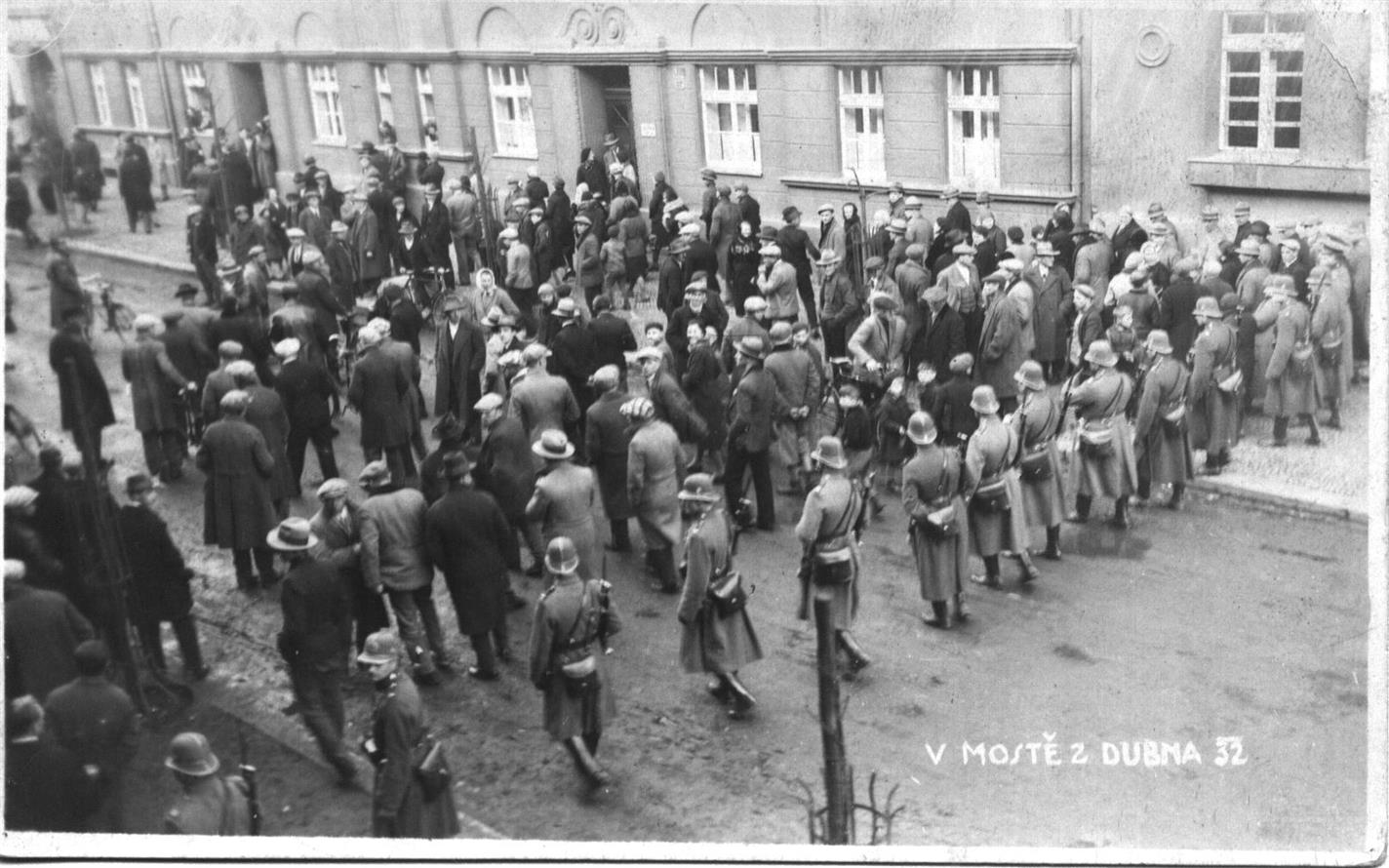
2. dubna 1932: střet protestujících s četnictvem.

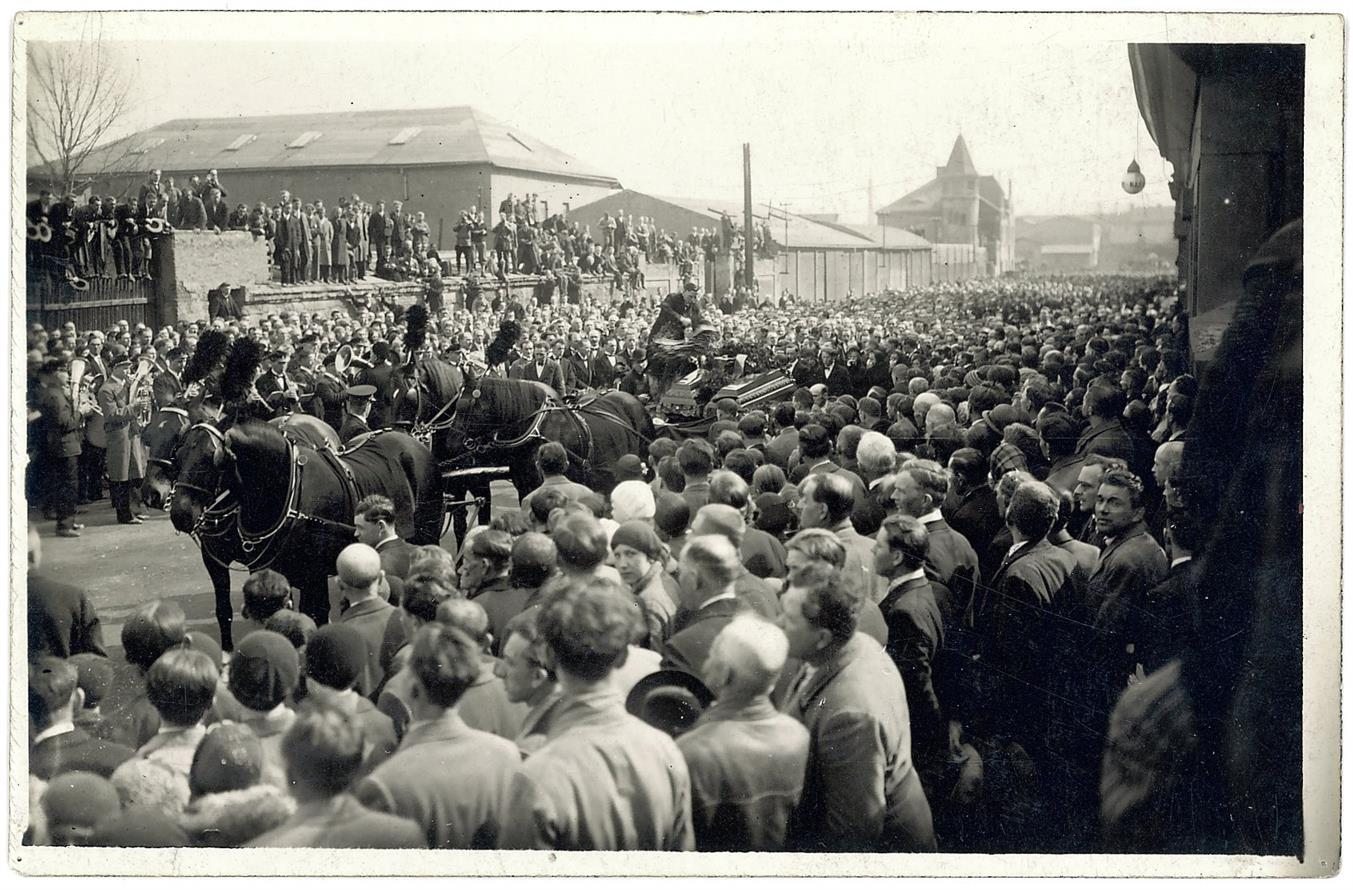
Pohřeb dvou zastřelených horníků.

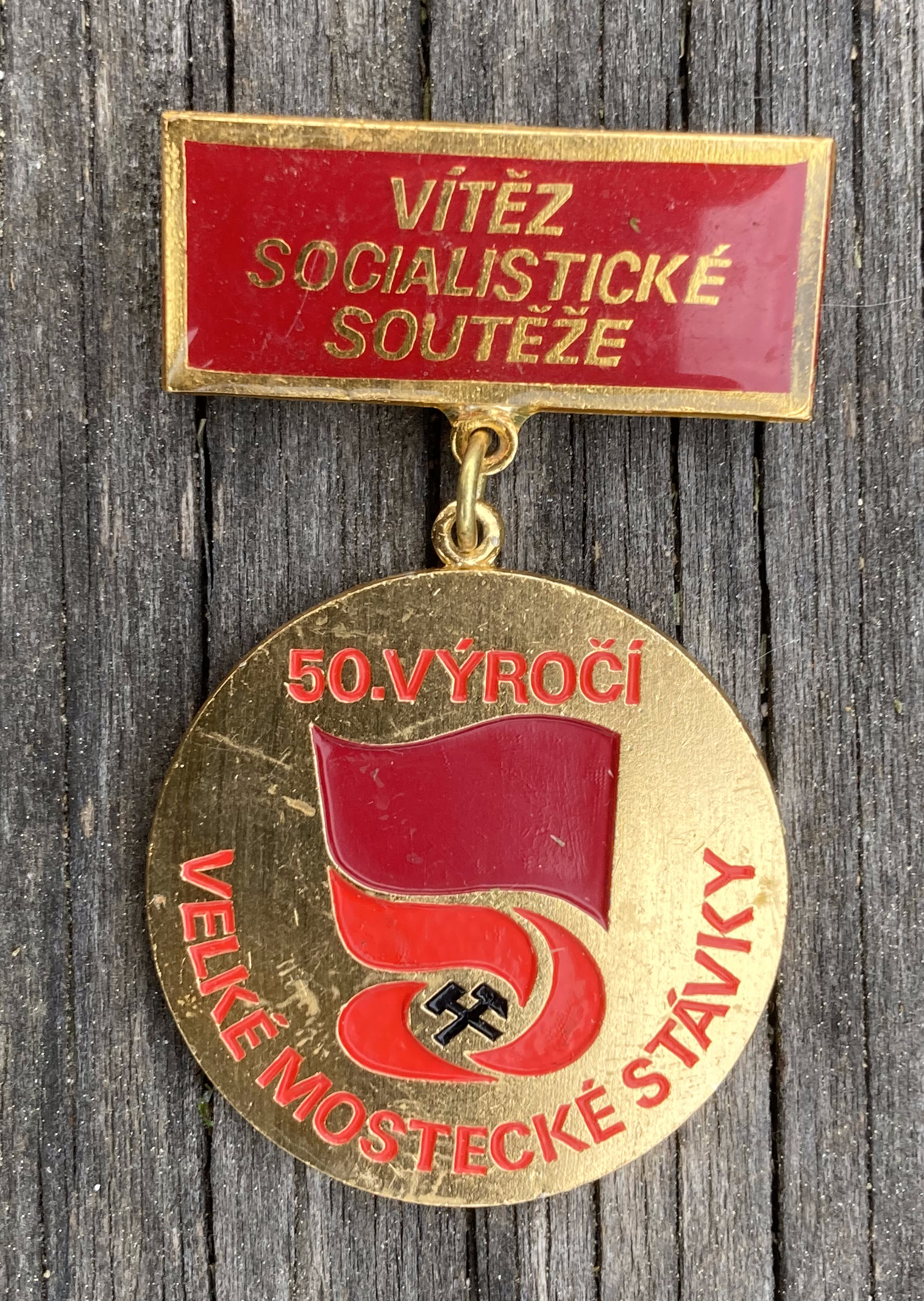
V roce 1982 byla v komunistickém Československu vydána pamětní medaile k 50. výročí stávky.

Stávce bezprostředně předcházelo několik událostí, které vyostřily vztahy mezi horníky a těžaři. 15. března 1932 došlo k důlní katastrofě na šachtě Kooh-I-Noor v Lomu u Mostu, při které zemřelo osm horníků.
17. března 1932 Mostecká uhelná společnost dala výpověď 153 horníkům na dole Nelson v Oseku. 21. března 1932 dostalo výpověď od Severočeské uhelné společnosti 383 horníků na dole Humboldt II v Dolním Jiřetíně. Ještě téhož dne zastavili horníci na tomto dole práci a žádali stažení výpovědí. Jelikož jejich žádosti společnost nevyhověla, vstoupili 23. března 1932 do stávky.
24. března se na konferenci členů závodních rad dolů Severočeské uhelné společnosti usneslo pokračovat ve stávce a rozšířit ji i na další doly v uhelném revíru.
27. března se konala v Mostě konference zástupců stávkujících horníků, kde byl zvolen Ústřední stávkový výbor a stanoven další postup ve vedení stávky. 31. března se již stávkovalo v celém hnědouhelném revíru. Zpočátku byla stávka pouze v režii horníků a odborářů, nyní se na ní začaly podílet i zástupci politických stran. KSČ dokonce přesunula na sever Čech část svého ústředního vedení a na řízení stávky se osobně podíleli Klement Gottwald a Antonín Zápotocký. V tiskovém oddělení Ústředního stávkového výboru pracovali komunističtí novináři a spisovatelé Julius Fučík a Géza Včelička. Za německé horníky se ve výboru ocitli členové DNSAP.
31. března 1932 jednali zástupci stávkujících horníků a odborů s Revírním báňským úřadem v Mostě. Protože výpovědi byly odvolány, rozhodl Okresní úřad v Mostě o rozpuštění stávkového výboru k 1. dubnu 1932 s tím, že byly splněny podmínky stávkujících.
Horníci přesto odmítli nastoupit do práce a požadovali písemné garance této dohody. Byl zvolen nový stávkový výbor. Na podporu horníků se konaly veřejné demonstrace. První z velkých táborů lidu se uskutečnil 5. dubna 1932 a zúčastnilo se ho 40 000 lidí. Protesty vyvrcholily 13. dubna generální stávkou na severu Čech, kterou doprovázely demonstrace. Také ostravští a karvinští horníci vyhlásili několik solidárních stávek. Při střetech demonstrantů s četníky a vojáky byli zastřeleni dva demonstranti – Jan Kříž ze Souše a Josef Ševčík z Lomu a 18 dalších osob bylo zraněno.
Pohřeb obou usmrcených se konal 16. dubna 1932 a zúčastnilo se jej 50 000 lidí. Téhož dne byla podepsána dohoda, která horníkům zaručovala stávající podmínky alespoň do konce roku 1932.
Po částečném splnění hornických požadavků byla stávka 19. dubna oficiálně ukončena a 20. dubna nastoupili horníci do práce.

## Výsledky
Horníkům byly garantovány alespoň některé požadavky (nesnižování mezd, zastavení propuštění), což bylo v tehdejší době úspěchem. Velkou mosteckou stávku rovněž využily ke své propagaci krajní strany – KSČ a DNSAP.
Solidaritu se stávkujícími vyjádřily i významné osobnosti jako Jan Werich a Jiří Voskovec, Vítězslav Nezval, Marie Majerová, Konstantin Biebl, Vladislav Vančura, Ivan Olbracht, Karel Teige aj.